# Marek Szkudło
Marek Szkudło (ur. 28 lutego 1952 w Cielmicach) – polski duchowny rzymskokatolicki, biskup pomocniczy katowicki od 2015, administrator archidiecezji katowickiej od 2024.

## Życiorys
Urodził się 28 lutego 1952 w Cielmicach w rodzinie Ludwika i Florentyny z domu Sekuły. Kształcił się w Liceum Ogólnokształcącym im. Leona Kruczkowskiego w Tychach, gdzie w 1971 złożył egzamin dojrzałości, po czym rozpoczął studia w Wyższym Śląskim Seminarium Duchownym w Krakowie. Święcenia diakonatu otrzymał 27 lutego 1977 w kościele Najświętszego Serca Pana Jezusa w Tychach przez posługę Herberta Bednorza, biskupa diecezjalnego katowickiego, który 23 marca 1978 w katedrze Chrystusa Króla w Katowicach udzielił mu również święceń prezbiteratu. Inkardynowany został do diecezji katowickiej.
W latach 1978–1981 pracował jako wikariusz w parafii św. Małgorzaty w Lyskach. W latach 1981–1994 posługiwał w parafii św. Michała Archanioła w Katowicach, do 1987 jako wikariusz, a następnie w charakterze rezydenta. W latach 1994–2012 był proboszczem parafii Najświętszej Maryi Panny Matki Kościoła w Jastrzębiu-Zdroju. Od 1987 do 1994 sprawował funkcję diecezjalnego wizytatora katechetycznego, a od 1987 do 1992 diecezjalnego duszpasterza harcerzy. Zasiadał w diecezjalnej komisji liturgicznej. Był archidiecezjalnym duszpasterzem mężczyzn, górników i ludzi pracy oraz moderatorem prezbiterów młodszych roczników święceń. W dekanacie Jastrzębie Górne pełnił funkcje ojca duchownego księży i dziekana. W 2012 został wikariuszem biskupim ds. stałej formacji kapłanów archidiecezji katowickiej. Wszedł w skład rady kapłańskiej i kolegium konsultorów archidiecezji. Włączył się w prace II synodu archidiecezji katowickiej: w latach 2011–2012 był członkiem komisji przygotowawczej, następnie został członkiem komisji głównej, przewodniczącym komisji ds. duchowieństwa i członkiem komisji ds. duszpasterstwa ogólnego. W 2003 został obdarzony godnością kapelana Jego Świątobliwości.
13 grudnia 2014 papież Franciszek mianował go biskupem pomocniczym archidiecezji katowickiej ze stolicą tytularną Wigry. Święcenia biskupie otrzymał wraz z Adamem Wodarczykiem 6 stycznia 2015 w archikatedrze Chrystusa Króla w Katowicach. Udzielił mu ich Wiktor Skworc, arcybiskup metropolita katowicki, w asyście Damiana Zimonia, emerytowanego arcybiskupa metropolity katowickiego, i Stefana Cichego, emerytowanego biskupa diecezjalnego legnickiego. Na dewizę biskupią wybrał słowa „W Tobie Panie zaufałem”. W archidiecezji objął urzędy wikariusza generalnego i moderatora kurii metropolitalnej, wszedł do rady duszpasterskiej, pozostał członkiem rady kapłańskiej i kolegium konsultorów. Zostały mu przydzielone sprawy formacji duchownych i osób życia konsekrowanego. 14 grudnia 2024, po kanonicznym objęciu archidiecezji warszawskiej przez Adriana Galbasa, objął rządy w archidiecezji jako najstarszy promocją biskup pomocniczy, a 16 grudnia 2024 został wybrany przez kolegium konsultorów na administratora archidiecezji.
W Konferencji Episkopatu Polski został członkiem Zespołu ds. Sanktuariów.

## Wyróżnienia
W 2015 otrzymał tytuł honorowego obywatela Jastrzębia-Zdroju.